# Burmusculus flexus
Burmusculus flexus (лат.) — ископаемый вид помпилоидных ос рода † Burmusculus († Burmusculidae, Pompiloidea). Бирманский янтарь (меловой период, сеноманский век, около 99 млн лет). Мьянма.

## Описание
Мелкие осы (длина тела 3,88 мм). От близких видов отличается следующими признаками: переднее крыло с антефуркацией жилок 1cu-a, 1-Rs короче 1-M и 2r-rs, 2-Rs почти под углом, 2m-cu в контакте с 3-M перед 2r-m. Усики самца 13-члениковые; скапус заметно длиннее и шире педицеля; жгутик с толстыми члениками почти одинаковой ширины, длина увеличивается от основания к вершине. Мандибула тонкая спереди, максиллярные пальпы с шестью удлинёнными сегментами. Глаза крупные, почти достигают основания мандибул. Вид был впервые описан в 2024 году китайскими энтомологами (Longfeng Li, Yanzi Ma, Jingtao Yang, Chungkun Shih, Dong Ren).